# Årets håndboldspiller i Tyskland
Årets håndboldspiller i Tyskland (tysk: Handballer des Jahres in Deutschland) er blevet udpeget af magasinet Handballwoches læsere siden 1978, hvor Vesttyskland vandt VM i Danmark for første gang. Derudover, uddeles der også en pris til damerne.
De aktuelle titelholdere i 2011 er:
- Uwe Gensheimer og
- Franziska Mietzner

## Herrer
Andreas Thiel har modtaget prisen flest gange; nemlig 7. I 1992 blev Mikael Källman den første udenlandske håndboldspiller til at modtage prisen. Erhard Wunderlich blev i 2000 kåret til Århundredets håndboldspiller i Tyskland.

### Vinder
| År   | Vinder              | Nationalitet |
| ---- | ------------------- | ------------ |
| 1978 | Heiner Brand        | Vesttyskland |
| 1979 | Manfred Hofmann     | Vesttyskland |
| 1980 | Arno Ehret          | Vesttyskland |
| 1981 | Erhard Wunderlich   | Vesttyskland |
| 1982 | Erhard Wunderlich   | Vesttyskland |
| 1983 | Andreas Thiel       | Vesttyskland |
| 1984 | Andreas Thiel       | Vesttyskland |
| 1985 | Andreas Thiel       | Vesttyskland |
| 1986 | Andreas Thiel       | Vesttyskland |
| 1987 | Andreas Thiel       | Vesttyskland |
| 1988 | Jochen Fraatz       | Vesttyskland |
| 1989 | Andreas Thiel       | Vesttyskland |
| 1990 | Stefan Hecker       | Vesttyskland |
| 1991 | Jochen Fraatz       | Tyskland     |
| 1992 | Mikael Källman      | Finland      |
| 1993 | Andreas Thiel       | Tyskland     |
| 1994 | Stefan Kretzschmar  | Tyskland     |
| 1995 | Stefan Kretzschmar  | Tyskland     |
| 1996 | Martin Schwalb      | Tyskland     |
| 1997 | Daniel Stephan      | Tyskland     |
| 1998 | Daniel Stephan      | Tyskland     |
| 1999 | Daniel Stephan      | Tyskland     |
| 2000 | Markus Baur         | Tyskland     |
| 2001 | Christian Schwarzer | Tyskland     |
| 2002 | Markus Baur         | Tyskland     |
| 2003 | Florian Kehrmann    | Tyskland     |
| 2004 | Henning Fritz       | Tyskland     |
| 2005 | Florian Kehrmann    | Tyskland     |
| 2006 | Florian Kehrmann    | Tyskland     |
| 2007 | Nikola Karabatić    | Frankrig     |
| 2008 | Nikola Karabatić    | Frankrig     |
| 2009 | Filip Jícha         | Tjekkiet     |
| 2010 | Filip Jícha         | Tjekkiet     |
| 2011 | Uwe Gensheimer      | Tyskland     |
| 2011 | Uwe Gensheimer      | Tyskland     |

## Damer
Grit Jurack har modtaget prisen flest gange, nemlig 5, og er stadig aktiv.

### Vindere
| År   | Vinder             | Nationalitet |
| ---- | ------------------ | ------------ |
| 1978 | Veronika Maaß      | Vesttyskland |
| 1979 | Sigrid Berndt      | Vesttyskland |
| 1980 | Anni Placht        | Vesttyskland |
| 1981 | Renate Schulzki    | Vesttyskland |
| 1982 | Dagmar Stelberg    | Vesttyskland |
| 1983 | Dagmar Stelberg    | Vesttyskland |
| 1984 | Britta Vattes      | Vesttyskland |
| 1985 | Astrid Hühn        | Vesttyskland |
| 1986 | Dagmar Stelberg    | Vesttyskland |
| 1987 | Dagmar Stelberg    | Vesttyskland |
| 1988 | Elena Leonte       | Vesttyskland |
| 1989 | Astrid Seifert     | Vesttyskland |
| 1990 | Astrid Seifert     | Vesttyskland |
| 1991 | Elena Leonte       | Tyskland     |
| 1992 | Elena Leonte       | Tyskland     |
| 1993 | Bianca Urbanke     | Tyskland     |
| 1994 | Bianca Urbanke     | Tyskland     |
| 1995 | Michaela Erler     | Tyskland     |
| 1996 | Michaela Erler     | Tyskland     |
| 1997 | Franziska Heinz    | Tyskland     |
| 1998 | Silvia Schmitt     | Tyskland     |
| 1999 | Grit Jurack        | Tyskland     |
| 2000 | Grit Jurack        | Tyskland     |
| 2001 | Grit Jurack        | Tyskland     |
| 2002 | Anika Ziercke      | Tyskland     |
| 2003 | Kathrin Blacha     | Tyskland     |
| 2004 | Kathrin Blacha     | Tyskland     |
| 2005 | Nadine Krause      | Tyskland     |
| 2006 | Nadine Krause      | Tyskland     |
| 2007 | Grit Jurack        | Tyskland     |
| 2008 | Grit Jurack        | Tyskland     |
| 2009 | Clara Woltering    | Tyskland     |
| 2010 | Clara Woltering    | Tyskland     |
| 2011 | Franziska Mietzner | Tyskland     |
| 2012 | Katja Schülke      | Tyskland     |